# Kadri Hazbiu
Kadri Hazbiu (* 15. Juli 1922 in Mavrova, Kreis Vlora; † 10. September 1983) war ein albanischer Politiker der Partei der Arbeit Albaniens.

## Biografie

### Aufstieg zum Innen- und Verteidigungsminister
Der Sohn von Hazbi Cano Dautaj, einem Anführer der Aufstände in Vlora im Jahr 1920, besuchte eine Handelsschule und beteiligte sich während des Zweiten Weltkriegs von 1942 bis 1944 am kommunistischen antifaschistischen Unabhängigkeitskrieg.
Nach der Gründung der Volksrepublik Albanien am 11. Januar 1946 wurde er als Oberst Chef der Sektion Spionageabwehr in der Direktion für Äußere Sicherheit. Später absolvierte er die sowjetische Militärakademie in Moskau.
Hazbiu wurde 1950 Abgeordneter der Volksversammlung (Kuvendi Popullor) und gehörte dieser bis zum 15. Oktober 1982 an. Zugleich war er von 1950 bis 1954 Vize-Innenminister und wurde im April 1952 auf dem 2. Parteitag der PPSh zum Mitglied des Zentralkomitees (ZK) gewählt.
Am 23. Juli 1954 wurde er als Nachfolger von  Mehmet Shehu, der Ministerpräsident wurde, zum Innenminister ernannt. Diese Funktion übte er fast 26 Jahre bis zum 26. April 1980 aus. Zugleich war er oberster Dienstvorgesetzter des Geheimdienstes Sigurimi, der dem Innenministerium unterstand. 1957 erfolgte seine Beförderung zum Generalleutnant.
Auf dem 4. Parteitag im Februar 1961 wurde er zum Kandidaten des Politbüros der PPSh gewählt. In dieser Funktion besuchte er während der Kulturrevolution 1966 und 1968 die Volksrepublik China.
Im November 1971 erfolgte auf dem 6. Parteitag seine Wahl zum Mitglied des Politbüro. Diesem obersten Führungsgremium der PPSh gehörte er bis zu seinem Ausscheiden am 13. Oktober 1982 an.
Als Innenminister hatte er Mitte der 1970er Jahre maßgeblichen Anteil an der Absetzung, Verhaftung und Hinrichtung der angeblichen Verschwörer aus dem militärisch-wirtschaftlichen Führungsbereich um Beqir Balluku, Petrit Dume, Hito Çako, Abdyl Këllezi, Koço Theodhosi, und Lipe Nashi gegen die Regierung.
Am 26. April 1980 wurde er als Nachfolger von Mehmet Shehu, der Ministerpräsident blieb, schließlich Verteidigungsminister, während Feçor Shehu neuer Innenminister wurde. Hazbius Ernennung zum Verteidigungsminister war überraschend und erging aufgrund der Entscheidung des Ersten Sekretärs der PPSh Enver Hoxha und Shehus, die das wichtige Verteidigungsministerium nicht den jüngeren Vizeministern Llambi Gegprifti, Nazar Berberi, Maliq Sadushi oder Veli Llakaj anvertrauen wollten.

### Entmachtung
Am 15. Oktober 1982 wurde er verhaftet und verlor seine Mitgliedschaften in der Volksversammlung und im Politbüro. Am 23. November 1982 wurde er offiziell ebenfalls überraschenderweise von Prokop Murra abgelöst, dem ersten zivilen Verteidigungsminister der Volksrepublik Albanien.
Kurz nach Hazbiu und etwa ein Jahr nach Mehmet Shehus Tod am 17. Dezember 1981 wurden zu dieser Zeit zahlreiche weitere Partei- und Staatsfunktionäre verhaftet und 1983 in geheimen Prozessen verurteilt, darunter Shehus Frau Fiqret und seine Söhne. Ebenfalls unter absurden Anschuldigungen verhaftet und abgeurteilt wurden der nicht mit Mehmet Shehu verwandte neue Innenminister Feçor Shehu (der zuvor lange in Führungspositionen des Geheimdienstes Sigurimi gearbeitet hatte, zuletzt als dessen Leiter) sowie weitere hohe Geheimdienstfunktionäre. Das gleiche Schicksal traf Außenminister Nesti Nase und den Minister für Gesundheitswesen Llambi Ziçishti. Alle sollen unter Shehus Leitung im Auftrag der CIA, des jugoslawischen UDB und des KGB einen Staatsstreich und die Liquidierung Hoxhas vorbereitet haben.
Belastende Aussagen wurden unter Folter erzwungen. Hazbiu und Feçor Shehu konnten aber auch dadurch nicht veranlasst werden, die absurden Anschuldigungen zuzugeben. Mehrere Angeklagte wurden hingerichtet, die anderen zu langjährigen Haftstrafen verurteilt.
Am 10. September 1983 wurde er hingerichtet. Nach der Hinrichtung wurde er von Enver Hoxha in dessen Tagebuch als „der Niederträchtigste im gesellschaftlichen Morast“ bezeichnet.
Zwölf Jahre nach seinem Tod wurde sein Leichnam exhumiert und auf Wunsch der Familie am 4. November 1995 in Selita bei Tirana beigesetzt.